# Nico Cirasola
Nico Cirasola (né en 1951 à Gravina in Puglia et mort à Rome le 3 avril 2023) est un acteur, metteur en scène et producteur de cinéma italien.

## Filmographie partielle
- 1989 : Odore di pioggia (it)
- 2009 : Focaccia blues (it)
- 2017 : Rudy Valentino: Divo dei divi